# Køge (stacja kolejowa)
Køge – stacja kolejowa w Køge, na Zelandii, w Danii. Znajdują się tu 3 perony.